# Banksia marginata
Banksia marginata, comúnmente conocida como banksia plateada, es una especie de árbol o arbusto leñoso en el género de plantas Banksia, alcanza hasta 8 m de alto. Crece en toda la esquina sureste de Australia, desde la Península de Eyre en Australia Meridional, hasta el norte en Armidale, incluyendo Tasmania, Isla Flinders e Isla King.

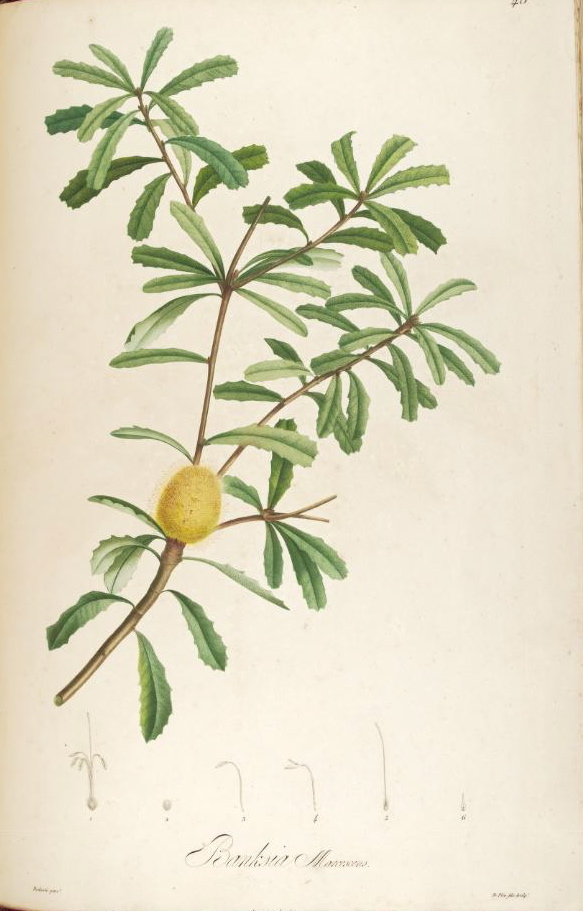
Ilustración

## Descripción
Las hojas de B. marginata son característicamente dentadas cuando jóvenes (3-7cm de largo), los márgenes llegan a ser completamente enteros con la edad con una punta truncada. Las hojas tienen también estomas hundidos. Las inflorescencias son de un color amarillo pálido atractivo, cilíndricas de hasta 10cm de alto; la floración ocurre entre febrero-junio. Los remanentes florales generalmente persisten en el cono.

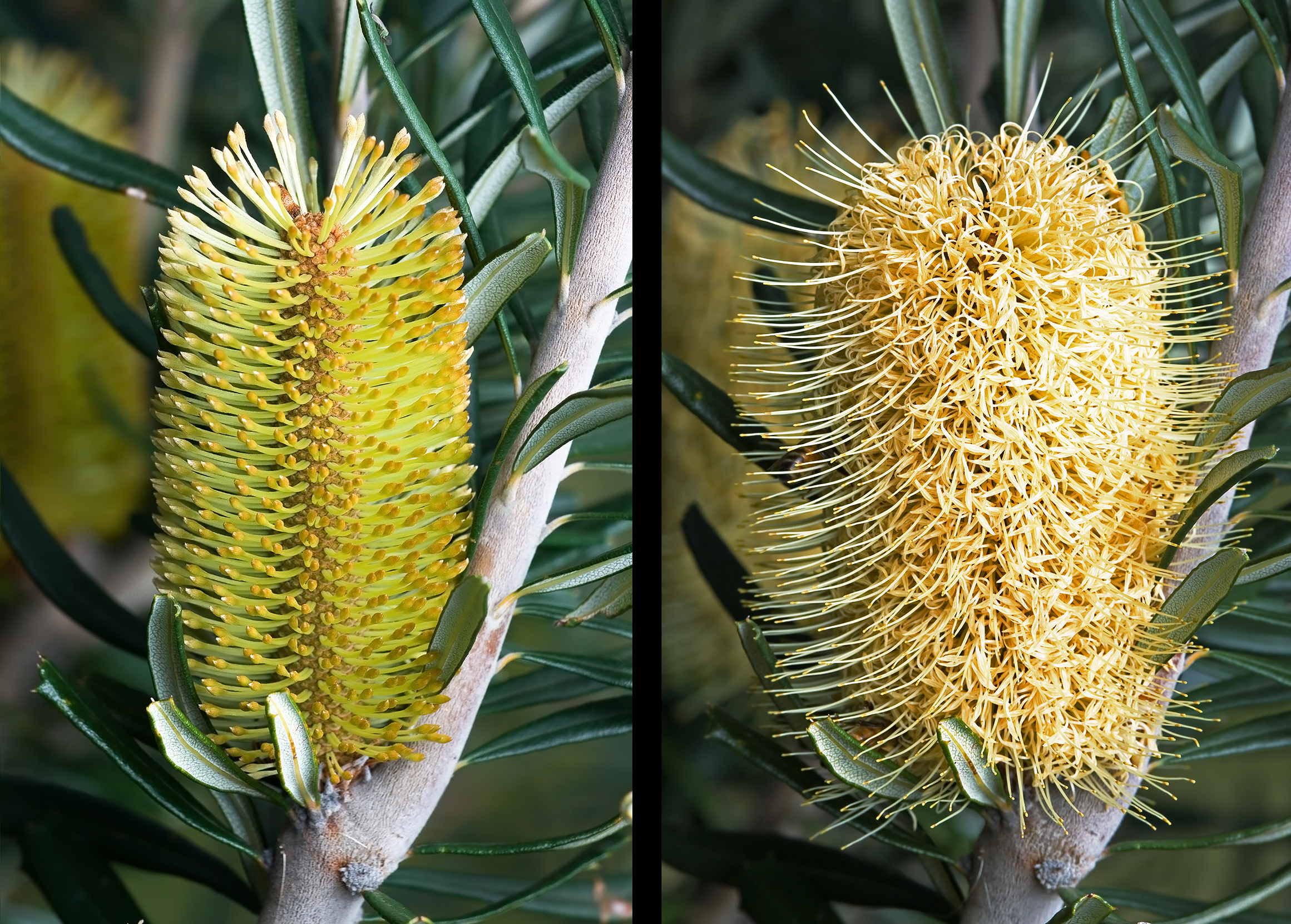
Inmaduro (izquierda), maduro (derecha).

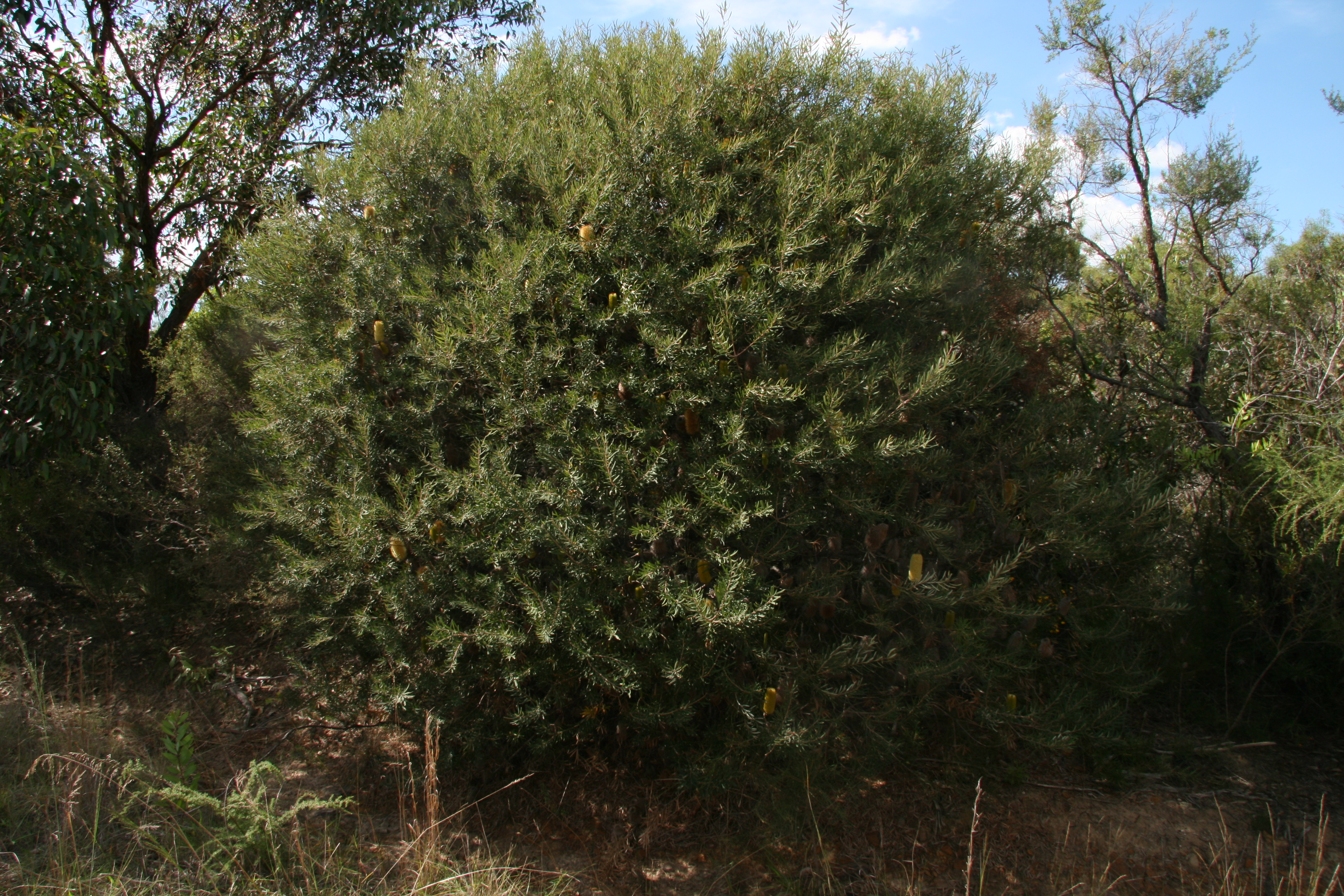
Vista de la planta

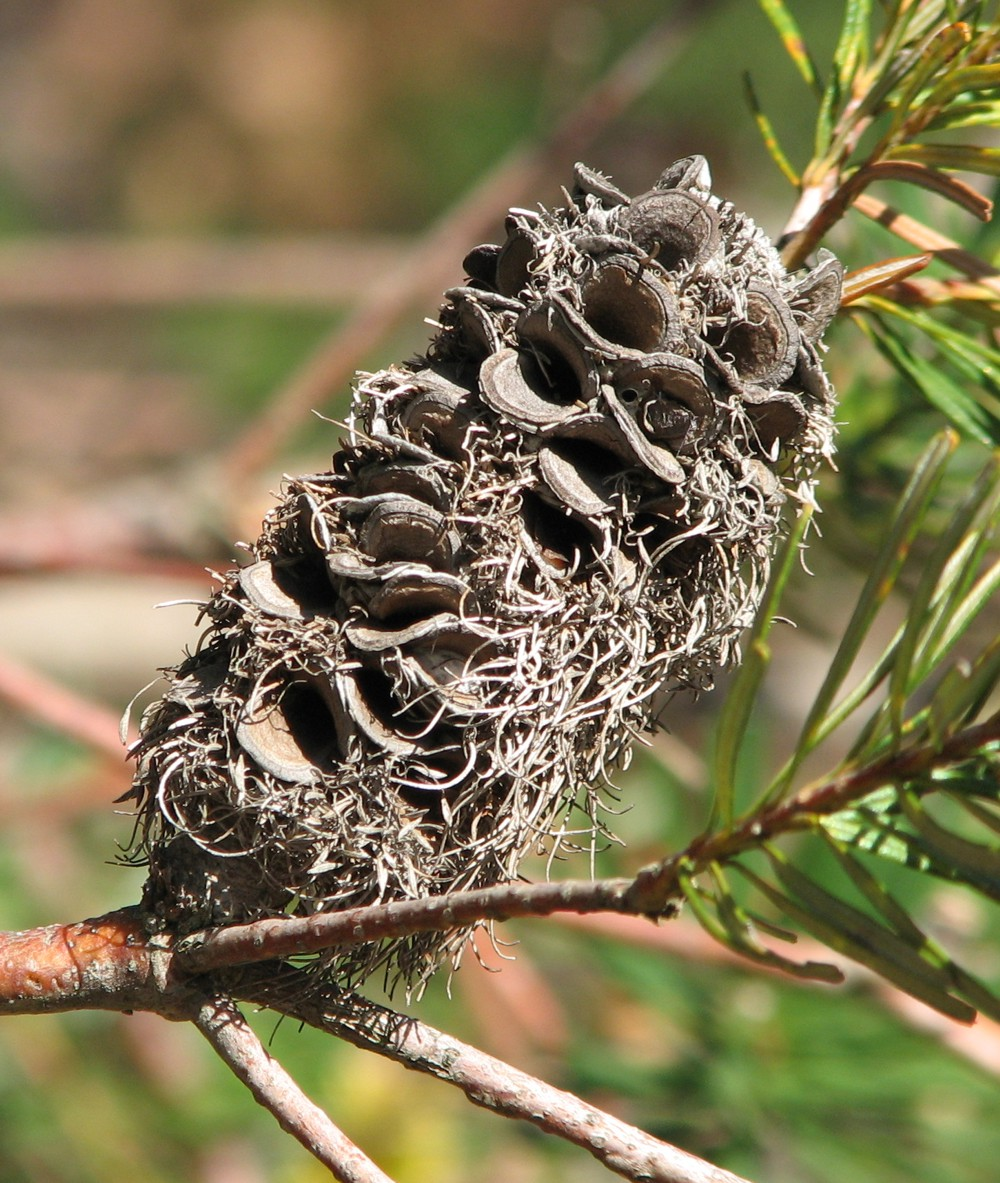
Cono

## Distribución y hábitat
B. marginata está distribuida en los bosques de eucalipto de lluvia moderada a través de Victoria. Es un arbusto de sotobosque, a veces un pequeño árbol (hasta 8 m de alto), en bosques arbustivos y de tipo brezal en parte de su rango.

## Usos

### Cultivo
B. marginata es generalmente muy fácil de cultivar en una posición soleada y con buen drenaje en el jardín. Algunas variedades de las áreas más secas parecen desarrollarse pobremente en áreas de alta humedad en verano.

### Otros usos
- B. marginata se usa generalmente como Bonsái.[1]
- Mesostoa kerri causa agallas en los tallos de B. marginata[2]

## Taxonomía
Banksia marginata fue descrito por Antonio José Cavanilles y publicado en Anales de Historia Natural 1: 227. 1800.
Etimología
Banksia: nombre genérico que fue otorgado en honor del botánico inglés Sir Joseph Banks, quien colectó el primer espécimen de Banksia en 1770, durante la primera expedición de James Cook.
marginata: epíteto latino que significa "marginada"
Sinonimia
- Banksia australis R.Br.
- Banksia australis var. depressa (R.Br.) Hook.f.
- Banksia depressa R.Br.
- Banksia depressa var. subintegra Meisn.
- Banksia ferrea Vent. ex Spreng.
- Banksia gunnii Meisn.
- Banksia hypoleuca Hoffmanns.
- Banksia insularis R.Br.
- Banksia integerrima Dum.Cours.
- Banksia integrifolia Labill. ex Meissn.
- Banksia marcescens Bonpl.
- Banksia microstachya Cav.
- Banksia microstachya var. marginata (Cav.) Domin
- Banksia patula R.Br.
- Banksia praemorsa Dum.Cours.
- Sirmuellera microstachya Kuntze[5]